# Adelphohemerobius enigmaramus
Adelphohemerobius enigmaramus là một loài côn trùng trong họ Hemerobiidae thuộc bộ Neuroptera. Loài này được Oswald miêu tả năm 1994.